# Sloeha narodoe
Sloeha narodoe (Oekraïens: Слуга народу, "Dienaar van het volk") is een Oekraïense komedieserie, die in de jaren 2015-2019 werd bedacht en geproduceerd door Volodymyr Zelensky, die tevens de hoofdrol speelt. Het is een politieke satire over een geschiedenisleraar die president van Oekraïne wordt en de strijd aanbindt met de wijdverbreide corruptie in het land. De serie bestaat uit drie seizoenen, waarvan het eerste in première ging op 16 november 2015.
Het succes van de serie leidde ertoe dat het Zelensky's productiebedrijf, Studio Kvartal 95, in 2018 een politieke partij liet registeren met dezelfde naam als de televisieserie. Zelensky zelf won in 2019 de presidentsverkiezingen van de zittende president Porosjenko en is sindsdien president van Oekraïne.

## Verhaallijn
De serie vertelt het verhaal van Vasyl Petrovytsj Holoborodko (gespeeld door Volodymyr Zelensky), een gescheiden geschiedenisleraar aan een middelbare school, die samen met zijn ouders en zuster in een eenvoudig appartement woont. Op zekere dag steekt hij tegen een collega een woedende tirade af over de corruptie van de Oekraïense regering, maar heeft niet in de gaten dat een van zijn leerlingen hem stiekem met een mobiele telefoon aan het filmen is. De video belandt op YouTube en wordt met miljoenen views al snel een ware internetsensatie. Buiten zijn medeweten organiseren zijn leerlingen daarop een crowsfundingactie om geld in te zamelen met de bedoeling om hem kandidaat te stellen voor de aanstaande presidentsverkiezingen. Ook vanuit de maatschappij krijgt hij veel steun en uiteindelijk laat Holoborodko zich overhalen. En met succes, want volkomen onverwacht wint hij de verkiezingen. Zo begint Holoborodko – een eenvoudige, eerlijke en principiële man, "een van ons" – een nieuw leven als president van Oekraïne. Aanvankelijk wordt hij nogal overweldigd door alle verantwoordelijkheden die zijn nieuwe ambt met zich meebrengt, maar gaandeweg groeit hij steeds meer in zijn rol en besluit ook daadwerkelijk de strijd aan te binden met de corruptie onder de oligarchen binnen zijn regering.
- Fragmenten uit de serie Sloeha narodoe
- Uit het eerste seizoen (2015)
Holoborodko: "Ik word president."
- Trailer het tweede seizoen (2016)
Holoborodko in de Verchovna Rada

## Rolverdeling

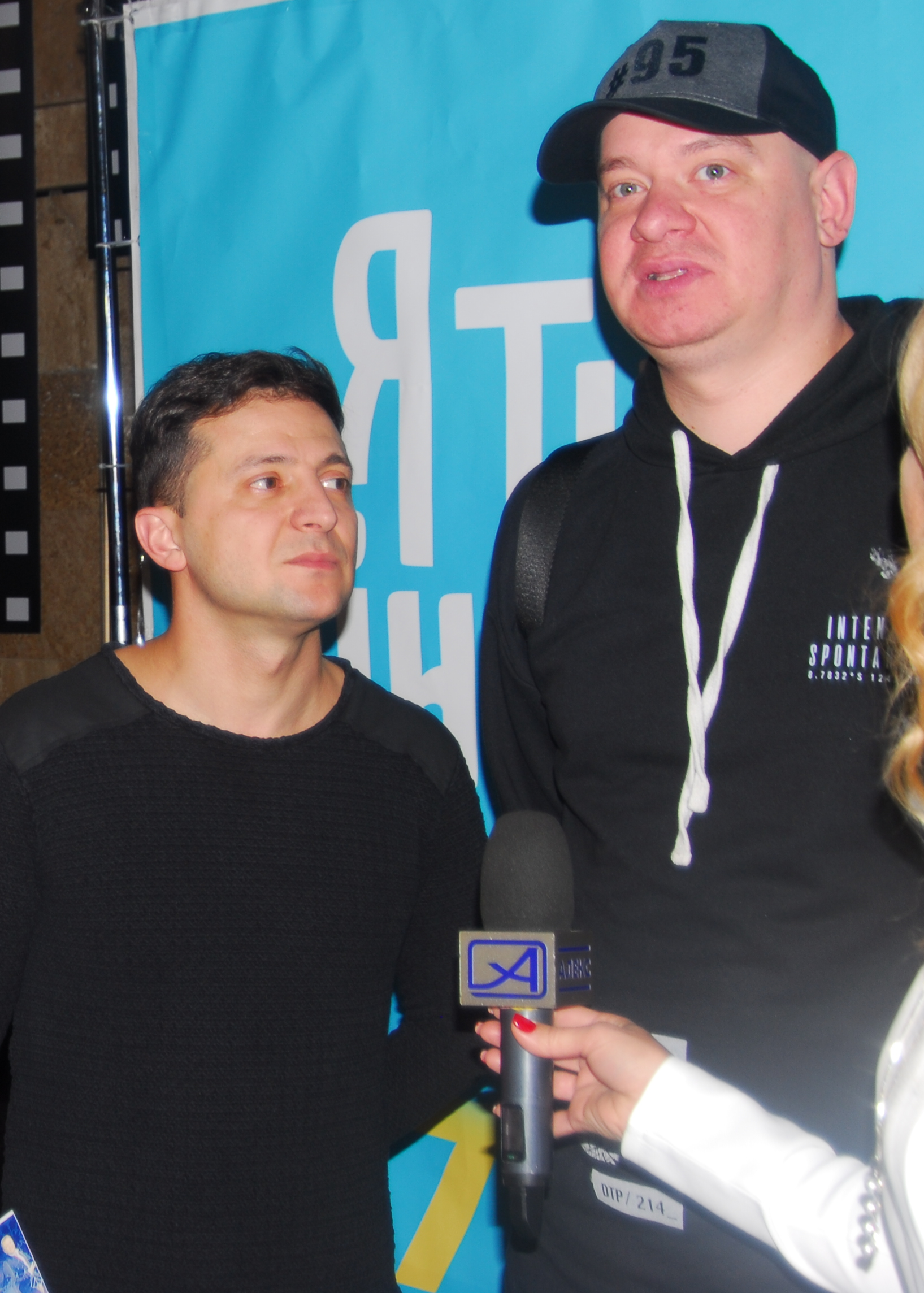
Volodymyr Zelensky en Jevhen Kosjovy, 2018

- Volodymyr Zelensky – Vasyl Holoborodko (een geschiedenisleraar die president van Oekraïne wordt)
- Stanislav Boklan – Jurij Tsjoejko (de corrupte premier van Oekraïne)
- Jevhen Kosjovy – Serhij Moechin (minister van Buitenlandse Zaken van Oekraïne)
- Olena Kravets – Olha Misjtsjenko (ex-vrouw van Holoborodko, hoofd van de Oekraïense Nationale Bank)
- Joerij Krapov – Mychajlo Sanin (hoofd van de Belastingdienst)
- Mika Fatalov – Mikael Tasunjan (hoofd van de Veiligheidsdienst van Oekraïne)
- Oleksandr Pikalov – Ivan Skoryk (minister van Defensie van Oekraïne)
- Olha Zjoekovtsova – Oksana Skovoroda (onderminister van Buitenlandse Zaken)
- Viktor Sarajkin – Petro Holoborodko (vader van Vasyl)
- Kateryna Kisten – Svitlana Sachno (zuster van Vasyl)
- Natalija Soemska – Marija Holoborodko (moeder van Vasyl)
- Anna Kosjmal – Natalja (nicht van Vasyl)
- Stepan Kazanin – plaatsvervanger van Vasyl
- Valentyna Isjtsjenko – Bella Rudolfivna (secretaresse van Vasyl)
- Halyna Bezroek – Anna Mychajlivna (adviseur en minnares van Vasyl)
- Heorhij Povolotsky – Tolja (hoofd beveiliging)
- Dmytro Soerzjikov – Dmytro Soerikov (later premier van Oekraïne)

## Seizoenen
De serie bestaat uit drie seizoenen met in totaal 51 afleveringen:
| Seizoen | Afleveringen | Datum eerste uitzending in Oekraïne | Datum eerste uitzending in Oekraïne |
| Seizoen | Afleveringen | Eerste aflevering                   | Laatste aflevering                  |
| ------- | ------------ | ----------------------------------- | ----------------------------------- |
| 1       | 1-24 (24)    | 16 november 2015                    | 9 december 2015                     |
| 2       | 25–48 (24)   | 23 oktober 2017                     | 16 november 2017                    |
| 3       | 49-51 (3)    | 27 maart 2019                       | 28 maart 2019                       |

## Remake
In 2023 verscheen er een Poolse remake van de serie, eveneens met de titel Dienaar van het volk (Pools: Sługa narodu). Daarin speelt de Poolse acteur Marcin Hyncar de rol van Ignacy Konieczny, een leraar die president van Polen wordt.